# دفاع سقراط
دفاع سقراط (باليونانية: Ἀπολογία Σωκράτους)‏ هو نسخة أفلاطون من خطاب ألقاه سقراط للدفاع عن نفسه عام 399 قبل الميلاد  ضد الاتهامات الموجهة له بإفساد الشباب، وعدم الإيمان بالآلهة التي تؤمن بها المدينة، ولكن بشياطين أخرى مستحدثة. يصور الدفاع وفاة سقراط، وهو أحد أربع حوارات لأفلاطون تروي تفاصيل الأيام الأخيرة من حياة الفيلسوف، إلى جانب يوثيفرو، فايدو، كريتو.

## ملخص كتاب
كتاب "الدفاع" لأفلاطون هو تسجيل لخطاب الدفاع الذي ألقاه سقراط خلال محاكمته في أثينا. كان سقراط متهمًا بعدم الإيمان بالآلهة، وابتكار آلهة جديدة، وإفساد شباب أثينا. ومع ذلك، فإن خطاب سقراط لا يتعلق بالاعتذار بالمعنى الحديث، بل بالدفاع عن نفسه وسلوكه.
يتحدث سقراط بلغة بسيطة ويشير إلى عدم خبرته في المحاكم القانونية. ووفقًا لنبوءة كاهنة دلفي، فإنه يعتبر نفسه أكثر حكمة من جميع الناس. لنشر هذه الحكمة، يعتبر أن مهمته هي استجواب الأشخاص الذين يعتقد أنهم يملكون حكمة زائفة وكشف جهلهم.
في المحاكمة، يستجوب سقراط ميليتوس. هذا هو المثال الوحيد للاستجواب المتبادل، أو الإيلينخوس، الذي يشكل جوهر حوارات أفلاطون. يصور سقراط الدولة الأثينية كحصان كسول، ويزعم أنه يمكنه من خلال تأثيره أن يوقظ الدولة لأفعال منتجة وفاضلة.
يُدان سقراط بفارق ضئيل ويُطلب منه تقديم اقتراح للعقوبة. يقبل عقوبة الموت ويؤكد أن الخوف من المجهول هو تصرف أحمق. يذكر أفلاطون أن سقراط كان فريدًا وأصليًا، كما أن تأثيره قد أسفر عن جيل جديد من النقاد.

## روابط خارجية
- دفاع سقراط على موقع الموسوعة البريطانية (الإنجليزية)